# 香港紅卍字會大埔卍慈中學
香港紅卍字會大埔卍慈中學（英語：Hong Kong Red Swastika Society Tai Po Secondary School）是一所位於大埔富亨邨的津貼中文中學，其前身為柴灣卍慈中學，於1977年創校，並於1989-91年間遷至大埔及更名。

## 校政管理
歷任校監
- 1977年[1]至？：譚國榮 先生[2]
- 1998年至2019年：許建國 先生[3]
- 2019年至今：柯愈強 先生[3]

歷任校長
- 譚國榮 先生[註 1][1]
- 1977年至1989年：范泳沂 女士
- 1989年至2001年：薛潘錦儀 女士[3]
  - 1989年至1991年：馬國清 先生（舊址署任校長）[4]
- 2001年至2018年：伍達仁 先生[3][5]
- 2018年至2025年：潘啟祥 先生[3]

## 歷史

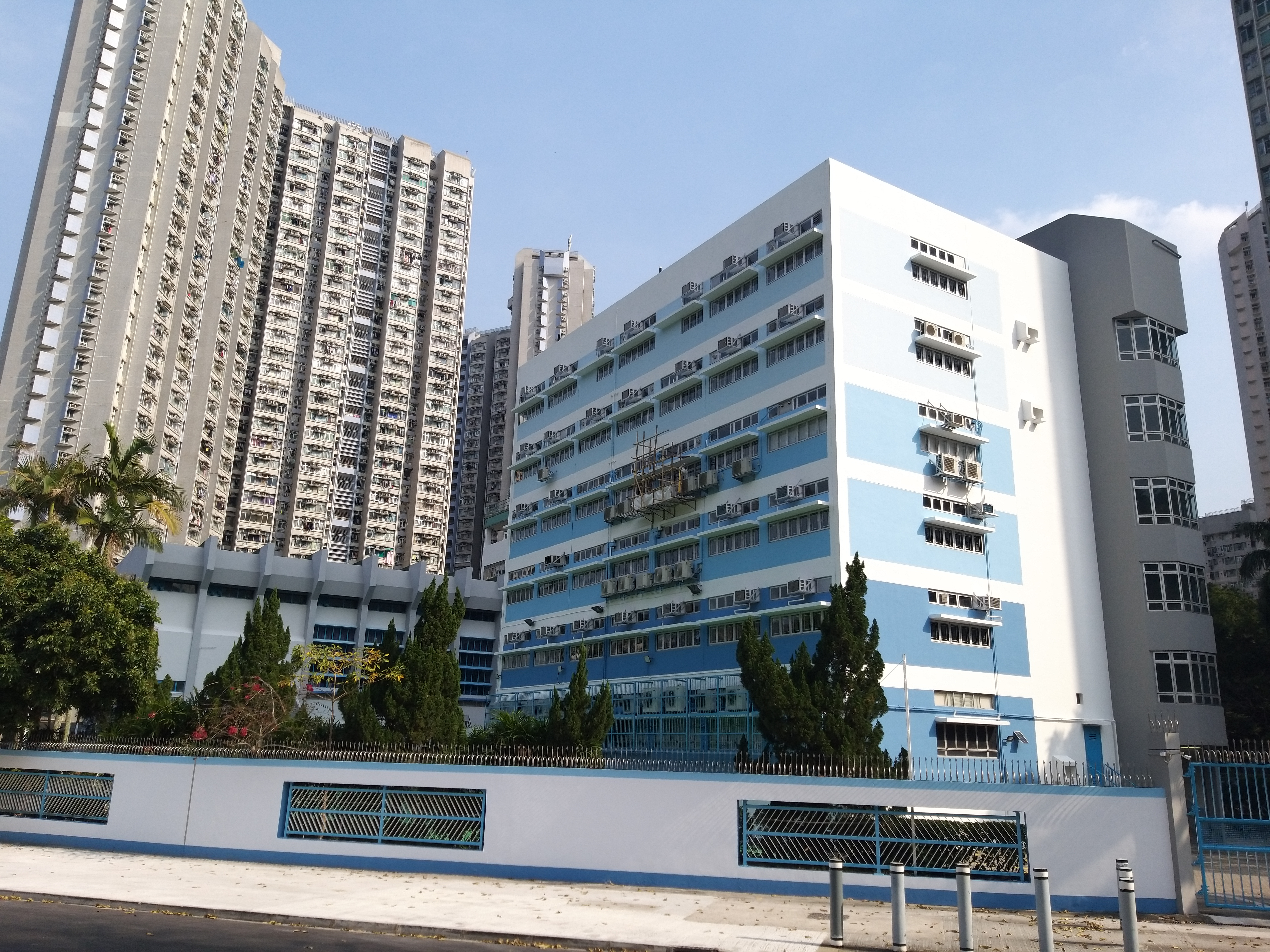
翻漆後的校舍外觀（2021年2月）

大埔卍慈中學的前身為柴灣卍慈中學，早於1968年已開始籌辦，但直到1977年才成功在柴灣華廈街9號校舍（柴灣官立小學舊址）開辦，並由最初擬開辦的工業中學改為文法中學。由於該校舍較為殘舊，需時裝修，故初期曾暫借同系柴灣卍慈小學校舍開課。
及後，柴灣卍慈中學於1989-91年間逐步以「留師不留生」方式遷入大埔，並易名為「大埔卍慈中學」。初時，在大埔重新開設的班別需借用佛教慈航智林紀念中學上課，直至1990年才遷入現時位於富亨邨的校址；至1991年原址最後一屆中七學生畢業後，柴灣校舍正式停用，後來曾被區內多家瀕臨殺校或需要重建的小學借用，直至2008年成為救世軍中原慈善基金學校永久校舍。
由於校風不良，孽生童黨、校園暴力等嚴重問題，導致此校在2006/07學年曾一度因收生不足面臨殺校，但由於獲校董會注資900萬港幣改善學校，並向教統局上訴成功而無須殺校。其後，此校改以錄取一些未被其他中學接納的具特殊學習需要（SEN）學生為主。

## 校園環境
全校佔地約4000平方米，屬樓高5層的1980年代標準中學校舍，並曾於1990年代中後期參與教育署的中學校舍擴建計劃（包括加建主翼5樓及升降機塔）。校舍鄰近富亨邨、頌雅苑，以及擬建的富蝶邨三期住宅樓宇。

## 班級及課程
此校除中一及中二設四班外，其他級別均設三班（目前合共20班），均以中文授課。
高中年級除必修科外，另提供兩科選修科供學生修讀，可供選修科目如下：
- 組合科學（物理、化學）
- 生物
- 世界歷史
- 經濟
- 企業會計及財務概論
- 地理
- 資訊及通訊科技
- 視覺藝術
- 旅遊與款待
- 體育
- 中國歷史

另外，校方亦有為具特殊學習需要（SEN）的學生，提供包括調適試卷、重點支援相關學生各種支援服務。

## 著名/傑出校友
- 何遠東（2003年中七）：香港男演員[3]
- 陳浩天（2010年中七）：前香港民族黨召集人
- 林浩文（2009年中五）：香港男演員
- 張志勇（2007年中五）：香港足球運動員
- 何啟華（2006年中四）：香港男子組合ERROR成員
- 李嘉文（2003年中五）：香港前賽艇運動員[3][11]

## 註解
1. ↑  本身為鄧肇堅維多利亞官立中學校長；於1968年獲聘為候任校長，但到創校時因超過《教育條例》中列明退休年齡而未獲安排履任，並轉為校監。